# Максим Суворов
Максим Суворов je директор штампарије руске синоде. Студирао је на Московској словенско-грчко-латинској академији.
У августу 1725. године послан је у Војводину на захтев Митрополит Карловачки Мојсије Петровић да подучава локално становништво на латинском и словенском језику.
Митрополит Вићентије Јовановић га је ухапсио 1736. године по оптужбама за "шпијунажу у корист руског царства и тајну преписку". Убрзо након тога, вратио се у Русију и именован за директора московске синодске штампарије, умирући у априлу 1770. и сахрањен у Москви.
Максим Суворов поставио је темеље рускословенског и словеносрпског језика са руске ћирилице, које је буквално замијенило илирски језик из 17. стољећа, углавном повезано с католичком пропагандом у бугарским земљама.